# Vanille de l'île de La Réunion
Pour les articles homonymes, voir Vanille (homonymie).
La vanille de l'île de La Réunion est la vanille produite à La Réunion et qui bénéficie d'une indication géographique protégée depuis août 2021. Cette dernière permet de la distinguer parmi les vanilles Bourbon, lesquelles portent l'ancien nom de l'île dont elle est originaire mais proviennent en fait de tout le Sud-Ouest de l'océan Indien, en particulier de Madagascar. La production s'étend sur huit communes de La Réunion entre Sainte-Marie et Saint-Joseph, soit essentiellement la Côte-au-vent.